# Simulium albicinctum
Simulium albicinctum es una especie de insecto del género Simulium, familia Simuliidae, orden Diptera.
Fue descrita científicamente por Enderlein en 1934.